# Nicolae Vogoride

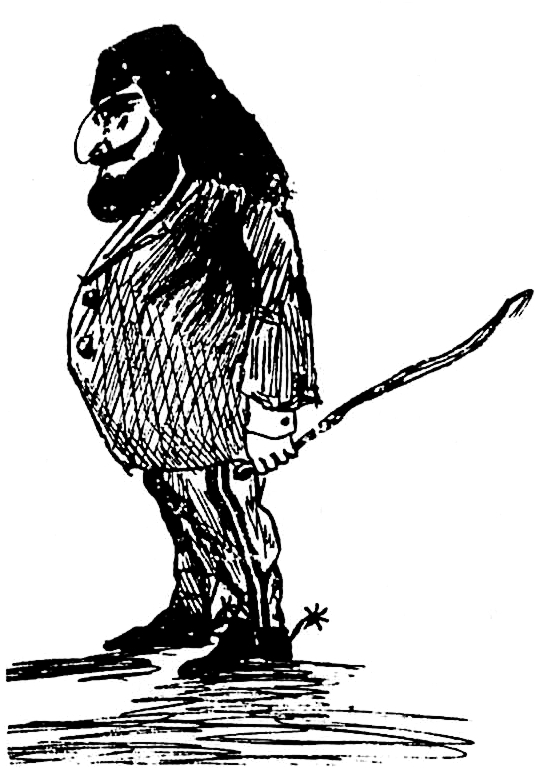
Nicolae Vogoride, caricatură din presa vremii

Nicolae Vogoride sau Vogoridis sau Bogoridi, (n. 1820, Iași, Principatul Moldovei - d. 12 aprilie 1863, București, Principatele Unite ale Moldovei și Țării Românești), caimacam (locțiitor, regent) la conducerea Moldovei între 1857 - 1858.

## Biografie
A fost fiul lui Ștefan Vogoride (1775-1859).A fost de etnie bulgară.Soția sa provenea din familia Conachi.
Sub căimăcămia lui Teodor Balș, a fost Ministru de Finanțe al Moldovei: 18 decembrie 1856 - 7 martie 1857. Când a fost numit caimacam, a combătut din toate puterile realizarea unirii Principatelor Române.
Sprijinit de Austria și Turcia, care-i promiteau lui Vogoride domnia, acesta a falsificat listele electorale de reprezentare în Divanul Ad-hoc. După Compromisul de la Osborne Napoleon al III-lea, susținut de regina Victoria a Marii Britanii, precum și de regii Prusiei, Rusiei și Sardiniei, a anulat primele alegeri. Au avut loc noi alegeri, astfel încât la 22 septembrie 1857 s-a adunat Divanul Ad-hoc al Moldovei care era favorabil unirii, iar la 30 septembrie cel al Valahiei și prin documentele redactate, au fost puse bazele fuzionării celor două principate.